# Sertularella erratum
Sertularella erratum is een hydroïdpoliep uit de familie Sertulariidae. De poliep komt uit het geslacht Sertularella. Sertularella erratum werd in 2003 voor het eerst wetenschappelijk beschreven door Vervoort & Watson. 